# 高木聖佳
高木 聖佳（たかぎ きよか、2月14日- ）はフリーアナウンサー、リポーター。ブルーム248合同会社代表。夫はサッカー指導者の西ヶ谷隆之。

## 来歴
大阪府出身。小、中学生の時からテニスに勤しみ、高校時もテニス部であった。短大を卒業後企業に就職するもすぐに退社してしまい、短大在学時からアルバイトで就いていたイベントコンパニオンの仕事を続けていた。1997年、製作会社の人物に誘われてオーディションを受け、ガンバ大阪のマスコットガール（現在の「ガンバガール」の前身）をしていた時に、リポーターの仕事に憧れを持ち、ガンバ大阪戦の中継リポーターと同じ芸能プロダクションに所属。事務所経由ではリポートの仕事が得られず、仕事自体もあまりなかったことから、Jリーグ映像の担当者と接触し、Jリーグチームへの取材許諾を貰い、取材を開始。
1999年10月30日のJリーグ2ndステージ・ヴィッセル神戸vs浦和レッズの試合からJリーグ中継のリポーターとして、スカパー!のJリーグ中継にリポーターとして出演して行く事となる。2002年に2002 FIFAワールドカップでスカパー!が中継権を得た事でリポーター業の拡大が目論めたが、（スカパー!のある東京から離れた）関西在住であったことが仇となり仕事を得ることが出来なかった事、さらには2001年から交際を始めた西ヶ谷が2001年シーズン末にアルビレックス新潟を契約満了後関東に在住しており遠距離恋愛中だったこともあって、西ヶ谷が筑波大学大学院に進む2003年に上京。この時に事務所には所属せず、完全なフリーランスとして自分で仕事の営業に回ったが、ピッチレポーターとしての仕事は限定的だったが、この年にスタートした「J's GOAL」に関わったことで一定の収入を得ることが出来た。
2007年にスカパー!がJリーグ中継の優先放映権を獲得すると、J's GOALで担当していた東京ヴェルディと、クラブイベントの司会を務めていた川崎フロンターレからの推薦を受け、両クラブの試合でのピッチレポートを担当し、チームオフィシャル番組の他、プロ野球中継やゴルフ番組など、各種スポーツ中継のリポーター業やイベント司会やJリーグチームの取材報告として記事執筆を行っている。私生活では西ヶ谷との長年の交際を実らせ、2010年に結婚。
2016年4月23日、J2リーグ第9節、駒沢競技場で行われた東京ヴェルディ対水戸ホーリーホック戦にて中継リポーターを担当していた高木が、その試合で当時水戸の監督であった夫である西ヶ谷へ勝利監督インタビューした事が"夫婦共演"と話題となった。
2022年、個人事務所「ブルーム248合同会社」を設立。同事務所では、フリーアナウンサー派遣も実施している。

## 出演番組

### テレビ
- Jリーグ中継※Jリーグ公式映像 - ピッチリポーター
- YBCルヴァンカップ※スカパー!制作 - ピッチリポーター
- 高円宮杯プレミアリーグ（スカパー!） - ピッチリポーター

### ラジオ
- Music Frontier（ミューフロ）[7]（横浜コミュニティ放送)※MC - 2014年4月 -

### テレビ
- ラブリー・わんこ（ひかりTV）リポーター
- 奥さん110番※大阪府警 広報番組（テレビ大阪）
- 大阪ほんわかテレビ（読売テレビ）※リポーター
- FUN GOLF!（ゴルフチャンネル）※アシスタント
- Jリーグ百年紀行(BS日テレ)※インタビュアー
- REDS NAVI（テレビ埼玉）※MC
- 関西Jリーグ応援番組「スタジアムへ行こう!」（J:COM ウエスト）MC
- 毎日!コンフェデニュース(スカパー!)※スタジオMC

### ラジオ
- ハウディ!ジェフバーグランド!(ラジオ大阪)アシスタント
- ショウアップナイター(ニッポン放送)阪神タイガース担当リポーター
- Jリーグ RADIO(ニッポン放送) ※サッカー日本代表戦 リポーター

## 参考資料
- 飯尾篤史 (2018年8月18日). “Jをめぐる冒険 夫はJの監督、私はリポーター。高木聖佳は今日もピッチから情報を。”.  Sports Graphic Number. 2018年8月18日閲覧。